# Azul (telenovela)
Azul foi uma telenovela mexicana produzida por Pinkye Morris e Yuri Breña para a Televisa e exibida pelo Canal de las Estrellas entre 8 de janeiro a 22 de março de 1996, substituindo Pobre niña rica e sendo substituída por Confidente de secundaria, em 55 capítulos de 45 minutos.
Foi protagonizada por Kate del Castillo e Armando Araiza e antagonizada por Elvira Monsell e Tiaré Scanda, e a participação especial da Orca Keiko.

## Exibição

### No México
Foi reprisada pelo TLNovelas entre 28 de junho e 10 de setembro de 2010, substituindo Confidente de secundaria e sendo substituida por Peregrina.

### Em Portugal
Foi exibida em Portugal pela RTP1 entre 15 de julho a 13 de setembro de 1996.

## Enredo
Alejandra é uma jovem mulher que trabalha em um parque de diversões da Cidade do México junto aos seus colegas, Juanjo e Fina que cuidam dos golfinhos e Keiko, uma orca super dócil e dotada. Alejandra estuda enfermaria e faz parte da equipe de treinadores do parque. Ernesto Valverde é o dono do centro de atrações, é cruel e tem planos em companhia de seu advogado para matar Keiko com um crime organizado.

## Elenco
- Kate del Castillo - Alejandra
- Armando Araiza - Enrique Valverde
- Keiko - Keiko
- Alma Muriel - Elena Curi
- Patricia Reyes Spíndola - Martha

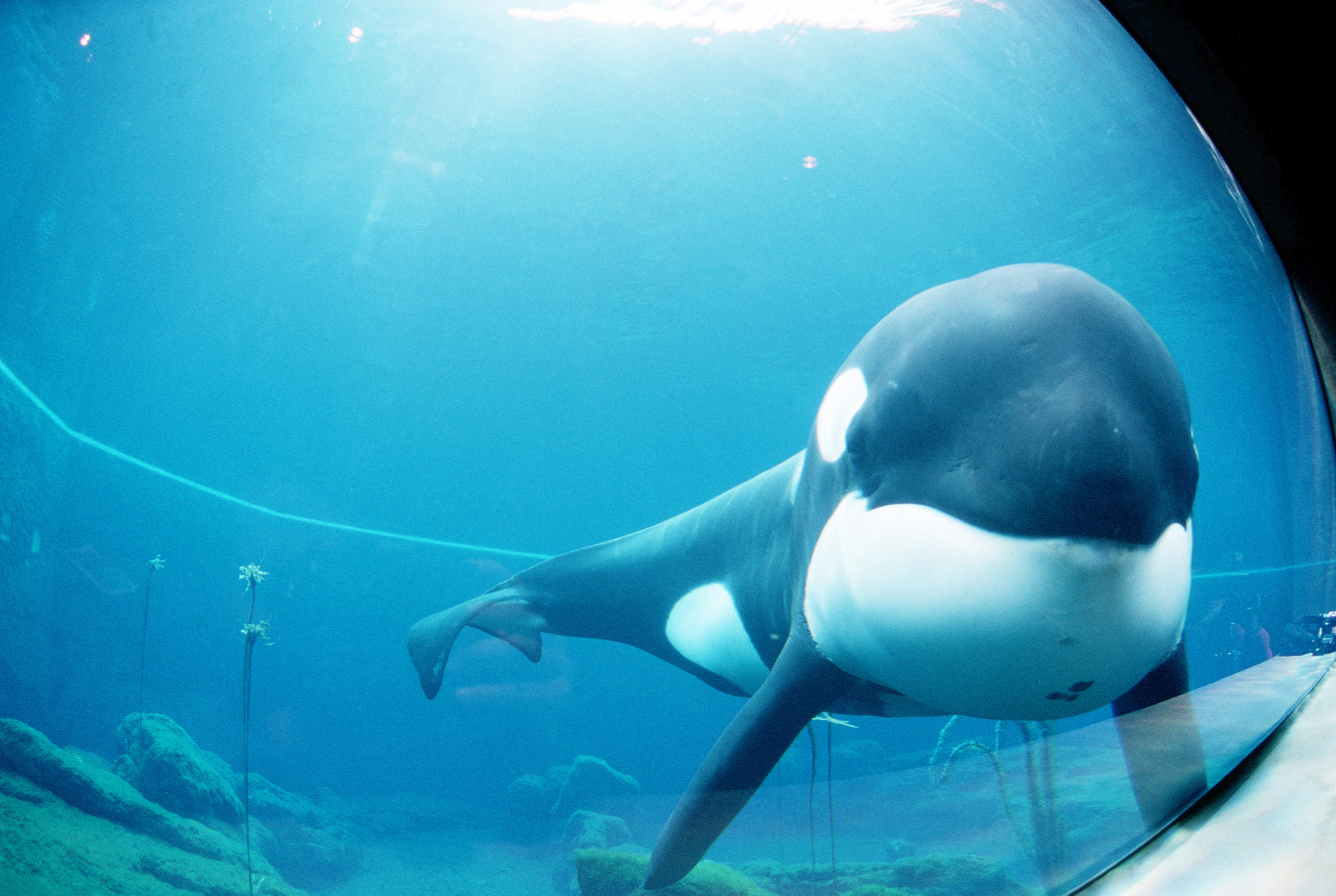
Keiko interpretou Keiko.

- Armando Silvestre - Ernesto Valverde
- Alfonso Iturralde - Dr. Carlos Grimberg
- Elvira Monsell - Paz
- Lucila Mariscal - Fina
- Juan Carlos Serrán - Dr. Solórzano
- Tiaré Scanda - Karina
- Arturo Beristáin - Gustavo Galván
- Gabriela Hassel - Yeni
- Roberto Ramírez Garza - Ramón
- Aída Naredo - Lola
- Gustavo Ganem - Pancho
- Oscar Uriel - Juanjo
- Eduardo Schillinsky - Sergio
- Julio Bracho - Luis Aguirre
- Zoraida Gómez - La Chamos
- Eleazar Gómez - Lupito
- Hixem Gómez - Héctor
- Ulises Ávila - Ulises
- Daniel Habif - Ricky
- Paulo Serrán - Beto
- Pedro Marás - Det. Mendoza
- Manuel Sánchez Martínez - El Tranzas
- Mané Macedo - Julia
- Renata Fernández - Renata
- Jaime Gerner - El Sueco
- José Antonio Coro - Dr. Meyer
- Claudia Eliza Aguilar - Obrera
- Socorro Avelar - Directora
- Raúl Araiza - Javier Valverde
- Moisés Iván - El Muelas
- Mauricio Aspe - Roberto
- Marystell Molina - María
- Silvia Contreras - Delia
- Galilea Montijo - Mara
- Rudy Casanova - Dr. Lefebre
- Ana de la Reguera
- Elías Rubio - Rubén
- Anabell Gardoqui - Cecilia
- Laura Montalvo - Clara
- Carlos Martínez Chávez - Dr. Serrán
- Luis Bernardos - Vicente
- Fernando Arturo Jaramillo - Locutor